# Västmanlands län
Västmanlands län er et län (amt) i Svealand i Sverige. Det grænser op til Södermanlands län, Örebro län, Dalarnas län og Uppsala län. Det omfatter den østlige del af Västmanland, dele af det vestlige Uppland, dele af Södermanland og det nordøstlige Närke samt mindre ubefolkede dele af Dalarna og Gästrikland. 

## Større byer
De ti største byer i Västmanlands län, sorteret efter indbyggertal:
| #  | Byområde      | Befolkning |
| -- | ------------- | ---------- |
| 1  | Västerås      | 107.005    |
| 2  | Köping        | 17.358     |
| 3  | Sala          | 12.059     |
| 4  | Fagersta      | 10.890     |
| 5  | Arboga        | 10.369     |
| 6  | Hallstahammar | 10.300     |
| 7  | Surahammar    | 6.276      |
| 8  | Kungsör       | 5.610      |
| 9  | Norberg       | 4.634      |
| 10 | Skultuna      | 3.249      |

Indbyggertal pr. 31. december 2005, Statistiska centralbyrån (SCB).

## Ekstern henvisning
- Länstyrelsen i Västmanlands län Arkiveret 10. september 2006 hos  Wayback Machine

59°37′N 16°32′Ø / 59.62°N 16.53°Ø